# Юзеф Кустронь

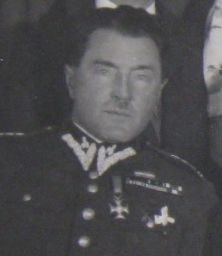
Юзеф Кустронь

Юзеф Рудольф Кустронь (Józef Rudolf Kustroń; 1892—1939) — польський військовик, бригадний генерал Польської армії.

## Біографія
Юзеф Кустронь народився 16 жовтня 1892 року в Стрию в родині Анджея та Магдалини (уроджена Федорик). Юність провів у Новому Сончі, де оселилася його родина. Закінчив гімназію ім. Яна Длугоша у Новому Сончі. У 1910 році він почав вивчати право та філософію в Ягеллонському університеті в Кракові. У 1912 році вступив до Стрілецького союзу. Одночасно з навчанням в університеті він навчався і в Комерційній академії.
Після початку Першої світової війни він приєднався до польських легіонів і став командиром взводу 4-го батальйону 2-го піхотного полку, воював проти Росії. 29 жовтня 1914 року був важко поранений у битві під Молодківим. За це нагороджений орденом «Virtuti Militari». Після одужання повернувся на фронт. Цього разу він прийняв командування 2-ю ротою в 4-му піхотному полку. Воював біля Ясткова на Люблінщині та на Волині. Під час служби в легіонах йому було присвоєно звання прапорщика (29 вересня 1914 р.), підпоручника (5 листопада 1914 р.), поручника (25 червня 1915 р.) і капітана (1 листопада 1916 р.). Улітку 1917 року, після кризи присяги, був призваний в армію. З 1917 року брав активну участь у підпільній польській військовій організації. З 31 жовтня 1918 року брав участь у роззброєнні австрійських солдатів у Кракові.
3 травня 1922 року отримав звання підполковника з вислугою років, командував 33-й піхотний полк. 10 липня 1922 року призначений командиром штабного батальйону 43-го піхотного полку в Дубно [./Юзеф_Кустронь#cite_note-FOOTNOTEDz._Pers._MSWojsk.Nr_22_z_22_lipca_1922_roku,_s._549-7 [7]][7]. 18 листопада 1922 року він був переведений до 42-го піхотного полку в Білостокці на посаду заступника командира полку. 18 січня 1925 року він був переведений до 55-го піхотного полку в м. Лешно на посаду командира полку. 3 травня 1926 року отримав звання старшого полковника. Під час травневого перевороту Кустронь не дозволив своєму полку йти на допомогу урядовим силам. 21 січня 1930 року він був призначений командувачем стрілецької дивізії 16-ї піхотної Поморської дивізії в Грудзендзі [./Юзеф_Кустронь#cite_note-FOOTNOTEDz._Pers._MSWojsk.Nr_1_z_21_stycznia_1930_roku,_s._6-11 [11]][11]. У жовтні 1935 року призначений командувачем 21-ї гірсько-піхотної дивізії в м. Бельську. Брав участь у взятті Заолжя з дивізією. Він отримав звання бригадного генерала 19 березня 1939 року.
Під час вересневої кампанії Юзеф Кустронь продовжував командувати 21-ю гірсько-піхотною дивізією, яка входила до складу оперативної групи «Бельсько» та армії «Краків». 16 вересня дивізія, намагаючись прорватися, вела запеклий бій під Олешицями зі значними силами німецької 45-ї піхотної дивізії. Навколо 14 год в лісі між Козеївкою та Улазовом він загинув під час спроби прорватися. Його поховали на полі бою. У 1953 році його могилу було перенесено до Нового Сонча.

## Нагороди
- Лицарський хрест військового ордену Virtuti Militari (посмертно) [12] (1967) [2]
- Золотий хрест військового ордену Virtuti Militari (посмертно) [12] (1947) [2].
- Срібний хрест військового ордену Virtuti Militari (1923 році)[12] [13]
- Хрест Незалежності [2]
- Офіцерський хрест ордена Polonia Restituta [13] [2]
- Хрест Хоробрих — тричі [13] [2]
- Золотий Хрест Заслуги — двічі (1928[14], 1938[15]) [2]
- Пам'ятна медаль за війну 1918—1921 років
- Медаль Десятиліття здобутої незалежності
- Значок за рани та травми
- Значок "За вірну службу"
- Державний спортивний значок[16]
- Командорський хрест ордена Корони (Румунія) [13]
- Командорський хрест ордена Білого орла (Югославія)[13]

У 2016 році три хрести Virtuti Militari, що належали генералу, були передані його родиною Музею польської армії у Варшаві  . Срібний хрест, за участь у війні 1919—1921 років, був на генералові під час загибелі. Німці зняли окривавлену прикрасу з форми та повернули дружині. Сліди крові на стрічці збереглися до наших днів.